# Religionsfreiheit
Die Religionsfreiheit (auch Weltanschauungsfreiheit) ist ein Grund- und Menschenrecht, das jedem Menschen erlaubt, die persönliche individuelle Glaubensüberzeugung in Form einer Religion oder Weltanschauung frei und öffentlich auszuüben. Dies umfasst neben der Angehörigkeit zu einer Religions- oder Weltanschauungsgemeinschaft auch die kultische Handlung entsprechend ihrer normativen Lehre sowie ihre aktive Verbreitung. Die Religionsfreiheit umfasst auch das Recht, keiner Religion anzugehören, nicht an einen Gott zu glauben (Atheismus) oder religiöse Annahmen prinzipiell als unentscheidbar zu bewerten (Agnostizismus).

## Begriffsbestimmungen und allgemeine rechtliche Aspekte

### Verschiedene Dimensionen des Schutzbereichs der Religions- und Weltanschauungsfreiheit

#### Positive und negative Religionsfreiheit
Man unterscheidet positive und negative Religionsfreiheit:
- Positive Religionsfreiheit ist die Freiheit eines Menschen, eine Religionsgemeinschaft zu gründen oder sich ihr anzuschließen und an kultischen Handlungen, Feierlichkeiten oder sonstigen religiösen Praktiken teilzunehmen. Dazu gehört auch die Freiheit, für die persönlichen religiösen/weltanschaulichen Überzeugungen einzutreten (zum Beispiel, indem man eine Eidesformel nicht in einer religiös/weltanschaulich neutralen Form ablegt, sondern dem Eid z. B. hinzufügt so wahr mir Gott helfe).
- Negative Religionsfreiheit (Freiheit von Religion) ist die Freiheit eines Menschen, zu keiner oder nicht zu einer bestimmten Religionsgemeinschaft zu gehören bzw. eine solche verlassen zu können und auch nicht zu einer Teilnahme an kultischen Handlungen, Feierlichkeiten oder sonstigen religiösen Praktiken gezwungen oder genötigt zu werden. Dazu gehören auch die Freiheit, die persönlichen religiösen/weltanschaulichen Überzeugungen nicht zu offenbaren, und das Recht, Eidesformeln in einer religiös/weltanschaulich neutralen Form abzulegen.

#### Glaubensfreiheit, Bekenntnisfreiheit und Religionsausübungsfreiheit
Außerdem unterscheidet man Glaubensfreiheit, Bekenntnisfreiheit sowie private und öffentliche Religionsübungsfreiheit, insbesondere in ihrem Bezug und den rechtlichen Konsequenzen für den staatlichen Bereich:
- Glaubensfreiheit als Glaubenswahlfreiheit im engsten Sinne umfasst die Freiheit, sich für eine Religion zu entscheiden. Dieser Aspekt der Religionsfreiheit gehört zu den elementaren Menschenrechten im Kontext der Gedankenfreiheit, Gewissensfreiheit, Meinungsfreiheit und ähnlicher Grundrechte. Dazu gehört auch die Freiheit des Glaubenswechsels (Konversionsfreiheit); man spricht auch allgemeiner von Weltanschauungs- und Überzeugungsfreiheit (in Bezug auf die negative Religionsfreiheit).
- Bekenntnisfreiheit im Speziellen ist das erweiterte Recht, seinen Glauben auch privat oder öffentlich auszudrücken, also seiner Religion vor anderen nachzugehen und das auch zu bekennen (das entspricht in Abgrenzung zum reinen Glaubenswahlrecht etwa der Unterscheidung innerhalb der Meinungsfreiheit, nur nach eigener Meinung zu handeln, oder aber sie auch explizit zu äußern).
Vergleiche Untergrundkirche bzw. Geheimreligion im Kontext, dieses spezielle oder erweiterte Recht nicht zu haben.

#### Forum Internum und Forum Externum
- Gemäß den Regeln der eigenen Religion zu handeln und ihre Praktiken zu verfolgen, wird auch speziell Religionsübungsfreiheit genannt:
  - Private Religionsausübung umfasst, im eigenen Umfeld zu praktizieren. Dazu gehört beispielsweise das Beten zuhause und im Stillen, oder das persönliche Verfolgen religiöser Reinheitsgebote. Die Frage, inwieweit der eigene Haushalt und dessen Mitglieder in die religiöse Ausübung einbezogen sind, ist Teil der allgemeinen Frage, inwieweit das Zuhause öffentliche Aspekte hat (etwa im Kontext der Kindererziehung, häuslicher Gewalt und ähnlicher Sachverhalte), also der Frage der Privatsphäre im engeren und weiteren Sinne
  - Religionsausübung ist hingegen dann öffentlich, wenn sie von Unbeteiligten wahrgenommen wird. Das umfasst etwa den Bau von sakralen Stätten, öffentlich zugängliche oder gar im öffentlichen Raum stattfindende Zeremonien, das Zeigen religiöser Symbole, aber auch Religionsunterricht und andere Belange in öffentlichem Interesse. Dieser Bereich ist typischerweise Staatskirchenrecht, also öffentliches Recht, das den Bezug der Gesamtgesellschaft zur Religion und ihren Mitgliedern behandelt. Diese Religionsfreiheiten sind auch in modernen Staaten vergleichsweise streng reglementiert und meist mit Formen einer rechtlichen Anerkennung einer Religion oder Glaubensgemeinschaft verbunden.

#### Religionsfreiheit von Individuen und Kollektiven
Dazu treten dann die individuelle Religionsfreiheit und die kollektive Religionsfreiheit für religiöse Gruppen und Vereinigungen, und die Wechselwirkungen dieser beiden Rechte.

### Grundlagen im Völkerrecht
Die Religionsfreiheit ist klassischer Teil der menschenrechtlichen Verbürgungen im Völkerrecht. Sie ist in Artikel 18 der Allgemeinen Erklärung der Menschenrechte der UNO festgehalten:
Jeder Mensch hat Anspruch auf Gedanken-, Gewissens- und Religionsfreiheit; dieses Recht umfasst die Freiheit, seine Religion oder seine Überzeugung zu wechseln, sowie die Freiheit, seine Religion oder seine Überzeugung allein oder in Gemeinschaft mit anderen in der Öffentlichkeit oder privat durch Lehre, Ausübung, Gottesdienst und Vollziehung eines Ritus zu bekunden.
Die Religionsfreiheit ist auch in Art. 18 des Internationalen Pakts über bürgerliche und politische Rechte (UN-Zivilpakt) festgehalten.
In Art. 18 des UN-Zivilpakts wird das Recht zum Religionswechsel nicht ausdrücklich genannt. Nach Auffassung des UN-Menschenrechtsausschusses, der den Zivilpakt auslegt und seine Umsetzung überprüft, ist das Recht, die Religion oder Weltanschauung zu wechseln oder sich atheistische Ansichten zu eigen zu machen, jedoch eine notwendige Folge des Rechts, eine Religion oder Weltanschauung zu haben oder anzunehmen. Art. 27 UN-Zivilpakt sichert religiösen Minderheiten explizit das Recht zu, ihre eigene Religion zu bekennen und auszuüben.
Die Kinderrechtskonvention enthält ebenfalls Normen für die Religionsfreiheit von Minderjährigen (Art. 14).
Die Religionsfreiheit ist in Art. 9 der Europäischen Menschenrechtskonvention (EMRK), welche für alle Mitgliedsstaaten des Europarates Geltung hat, gewährleistet.
Bei Verstößen gegen die Europäische Menschenrechtskonvention durch einen Unterzeichnerstaat kann der Europäische Gerichtshof für Menschenrechte in Straßburg angerufen werden.

## Geschichte

### Altertum
Der Kyros-Erlass des altpersischen Königs Kyros des Großen (ca. 538 v. Chr.) auf einem erhaltenen Tonzylinder bezeugt religiöse Toleranz. Daraus ergab sich dann die altpersische Finanzierung und der „Auftrag zum Tempelbau in Jerusalem“, welcher in jüdischer Überlieferung im Tanach und in der Schrift Die Erziehung des Kyros von Xenophon erwähnt ist.

### Römische Antike
Die Mailänder Vereinbarung gewährte ab 313 im Römischen Reich Religionsfreiheit. Das Dreikaiseredikt von 380 beendete die nominelle Religionsfreiheit des 4. Jahrhunderts im Römischen Reich und gilt als ein wesentlicher Schritt, um das Christentum zur Staatsreligion im Römischen Reich zu machen.

### Europäisches Mittelalter
Im deutschsprachigen Raum wurden Juden im Mittelalter toleriert oder verfolgt. 1492 wurden in Spanien die Juden und die Moslems ausgewiesen, die durch die Eroberung des Emirats von Granada unter die spanische Herrschaft gekommen waren (→ Antisemitismus (bis 1945)).

### Frühe Neuzeit

#### Mitteleuropa
Turda (deutsch Thorenburg, ungarisch Torda) war während des Mittelalters Austragungsort der siebenbürgischen Generalversammlung des Adels, die unter dem Vorsitz eines vom ungarischen König aus dem Hochadel eingesetzten Aristokraten stattfand (Königr. Ungarn, später Österreich-Ungarn). Dieser Versammlung (universitas nobilium) und Beratungsgremium oblag die oberste Rechtsprechung im damaligen Siebenbürgen. 1568 wurde durch die Herausgabe des Thorenburger Edikts im Thorenburger Landtag die (eingeschränkte) Religionsfreiheit rechtlich erstmals in Europa festgelegt.
Im Augsburger Religionsfrieden wurde das Prinzip cuius regio, eius religio codifiziert, also das Prinzip, dass die Untertanen eines Herrschers der Religion des Herrschers angehören mussten. Es gab aber schon immer Gründe, einzelnen Untertanen oder bestimmten Gruppen zu erlauben, einer anderen als der herrschenden Religion anzugehören. Eine solche spezielle Religionsfreiheit ist von der allgemeinen Religionsfreiheit für alle Religionen und Weltanschauungen zu unterscheiden.
Der Auftritt Martin Luthers vor dem Wormser Reichstag hat dazu beigetragen, den Gedanken der Gewissensfreiheit zu fördern. Allerdings hat Luther diese Haltung nicht durchgehalten, sondern später die Verfolgung z. B. der „Wiedertäufer“ gefordert. Die täuferischen Gruppen der Hutterer und Mennoniten forderten die Gewissens- bzw. Religionsfreiheit für sich, waren aber aus prinzipiellen Gründen nicht in der Lage, über die Religionsfreiheit für andere zu entscheiden, da sie keine politische Macht anstrebten.
1555 wurde das Luthertum im Augsburger Reichs- und Religionsfrieden toleriert.
Städte wie Freudenstadt, Glückstadt und Friedrichstadt wurden Anfang des 17. Jahrhunderts gegründet, um Exulanten anzusiedeln und der Staatsräson des Fürsten zu dienen.
Der Dreißigjährige Krieg war der Höhepunkt der Religionskriege und führte zur allgemeinen Verlagerung der Politik auf andere nationale Interessen (Territoriumserweiterung und -arrondierung, Handelspolitik, Wissenschaftspolitik, Sprachenpolitik).
John Locke soll Kleve um 1665 als funktionierendes Beispiel für seine, für die Geschichte der Politischen Theorie besonders wichtigen, Toleranzvorstellungen angesehen haben.

#### Britannien, Niederlande und USA
1533 wurde der englische König Heinrich VIII. wegen seiner Scheidung und der anschließenden Heirat mit Anne Boleyn exkommuniziert; daraufhin gründete er eine Staatskirche mit Bischöfen, die von der Krone ernannt wurden. Thomas More wurde 1535 wegen seines Widerstandes gegen Heinrich VIII. hingerichtet.
Die Intoleranz gegenüber abweichenden Formen des Protestantismus zeigte sich beim Exodus der Pilgerväter („Pères pélerins“), die zunächst in den Niederlanden und später in Amerika Zuflucht suchten.
Die Anfang des 17. Jahrhunderts entstandenen Baptisten forderten nicht nur die Religionsfreiheit für sich, sondern gewährten sie auch anderen, so in der 1636 vom Baptisten Roger Williams gegründeten Kolonie Rhode Island.
Der englische Adelssohn William Penn (1644–1718) wurde von dem Vorwurf freigesprochen, eine Quäker-Predigt gehalten zu haben (die Gerichtsjury wurde für diesen Freispruch eingekerkert; dies hatte einen lang anhaltenden Effekt auf die künftigen englischen und amerikanischen Gesetze zur Religionsfreiheit). Die von Penn gegründeten Provinz Pennsylvanien war eine der ersten, in der volle Religionsfreiheit gewährt wurde. Sie wurde wegen der Bekanntheit von Penn (bzw. seinem Vater, dem Admiral William Penn) mehr beachtet als Rhode Island.

#### Frankreich
In Frankreich erklärte 1570 der Frieden von Saint-Germain (nicht zu verwechseln mit dem von 1679) Frieden zwischen Katholiken und Protestanten, aber die Verfolgungen gingen weiter. 1572 wurden in der Bartholomäusnacht in Paris Tausende Hugenotten ermordet.
1598 unterzeichnete Heinrich IV. das Edikt von Nantes. Es wurde 1685 von Ludwig XIV. widerrufen; die Nicht-Tolerierung blieb die Regel bis zur Französischen Revolution. Diese schaffte die Staatskirche in Frankreich ab.

### 18. bis 20. Jahrhundert
Im 18. Jahrhundert wurde die Religionspolitik zunehmend durch die Aufklärung bestimmt. Berühmt wurde die tolerante Haltung des preußischen Königs Friedrich II.: „Die Religionen müssen alle toleriert werden und die Behörde muss nur das Auge darauf haben, dass keine der anderen Abbruch tut, denn hier muss ein jeder nach seiner Fasson selig werden.“ In Preußen wurde den Einwohnern im Allgemeinen Landrecht von 1794 „vollkommene Glaubens- und Gewissenfreyheit“ zugesichert.
In Virginia gewährte Thomas Jeffersons Gesetz zur Einrichtung der Religionsfreiheit seit 1786 positive und negative Religionsfreiheit. Das Gesetz wurde von deutschen Aufklärern gefeiert; Paul Nolte nennt es „die bis heute wohl berühmteste Erklärung der Religionsfreiheit“.

#### Frankreich
Mit dem Gesetz vom 27. November 1790 wurde von allen Klerikern Frankreichs ein Eid auf die Verfassung gefordert (siehe Zivilverfassung des Klerus); wer diesen verweigerte, wurde bis 1795 während der Zeit des Terrors schwer bestraft.
1905 wurde in Frankreich das Gesetz zur Trennung von Kirche und Staat verabschiedet.

#### Deutscher Bund und Deutsches Kaiserreich
In Deutschland wurde die allgemeine Religionsfreiheit in den meisten Ländern im Zusammenhang mit der Revolution von 1848/1849 eingeführt.
Zwischen dem lutherischen Bismarck und der katholischen Kirche unter Papst Pius IX. kam es ab etwa 1871 bis 1878 zu einem Kirchenkampf, dem Kulturkampf. In der katholischen Kirche begann damals der Antimodernismus (er verlor ab 1910 an Gewicht); zudem waren viele Kirchen sehr vatikan-zentriert (Ultramontanismus).

#### Römisch-katholische Kirche seit 1965
Zum Ende des Zweiten Vatikanischen Konzils beschloss die Römisch-katholische Kirche 1965 mit Dignitatis humanae (DH) eine Erklärung, in der die Religionsfreiheit in der bürgerlichen Staatsordnung anerkannt wird und eine Abkehr von der bisherigen katholischen Staatslehre vollzogen wird. Obwohl die endgültige Abstimmung mit nur 70 Gegenstimmen und 8 ungültigen bei 2308 Ja-Stimmen sehr überzeugend ausfiel, gehörte das Dokument zu den am heftigsten umstrittenen des Konzils, und eine lautstarke traditionalistische Minderheit, wie beispielsweise die Piusbruderschaft, hat sich bis heute nicht damit abgefunden.
Die Erklärung des Zweiten Vatikanischen Konzils über die Religionsfreiheit stellt nicht die Frage nach der Wahrheit der jeweiligen Überzeugungsinhalte, sondern proklamiert die Religionsfreiheit als ein in der Würde des Menschen begründetes Recht zur privaten und gemeinsamen öffentlichen Ausübung der Religion nach den Forderungen des persönlichen Gewissens. Zwar hält die Erklärung an der Möglichkeit, die Wahrheit zu erkennen, ebenso fest wie an der Pflicht, sie zu suchen (DH 1); Religionsfreiheit wird dafür aber nicht als Konkurrenz gesehen, sondern soll den Gebrauch der Wahrheitssuche leiten. Auch in Lumen gentium vom November 1964 wird eine Gesellschaft ohne Religionsfreiheit verworfen. Der religiöse Exklusivitätsanspruch der Kirche wird allerdings nicht aufgegeben. Dieser Anspruch der Römisch-katholischen Kirche im Verhältnis zu den nichtchristlichen Religionen wird in der Erklärung Nostra Aetate bearbeitet. Dabei wurde in Form eines natürlich auch nicht widerspruchslos bleibenden inklusivistischen Heilsverständnisses ein großer Schritt in Richtung eines interreligiösen Dialogs gemacht.

## Nationales

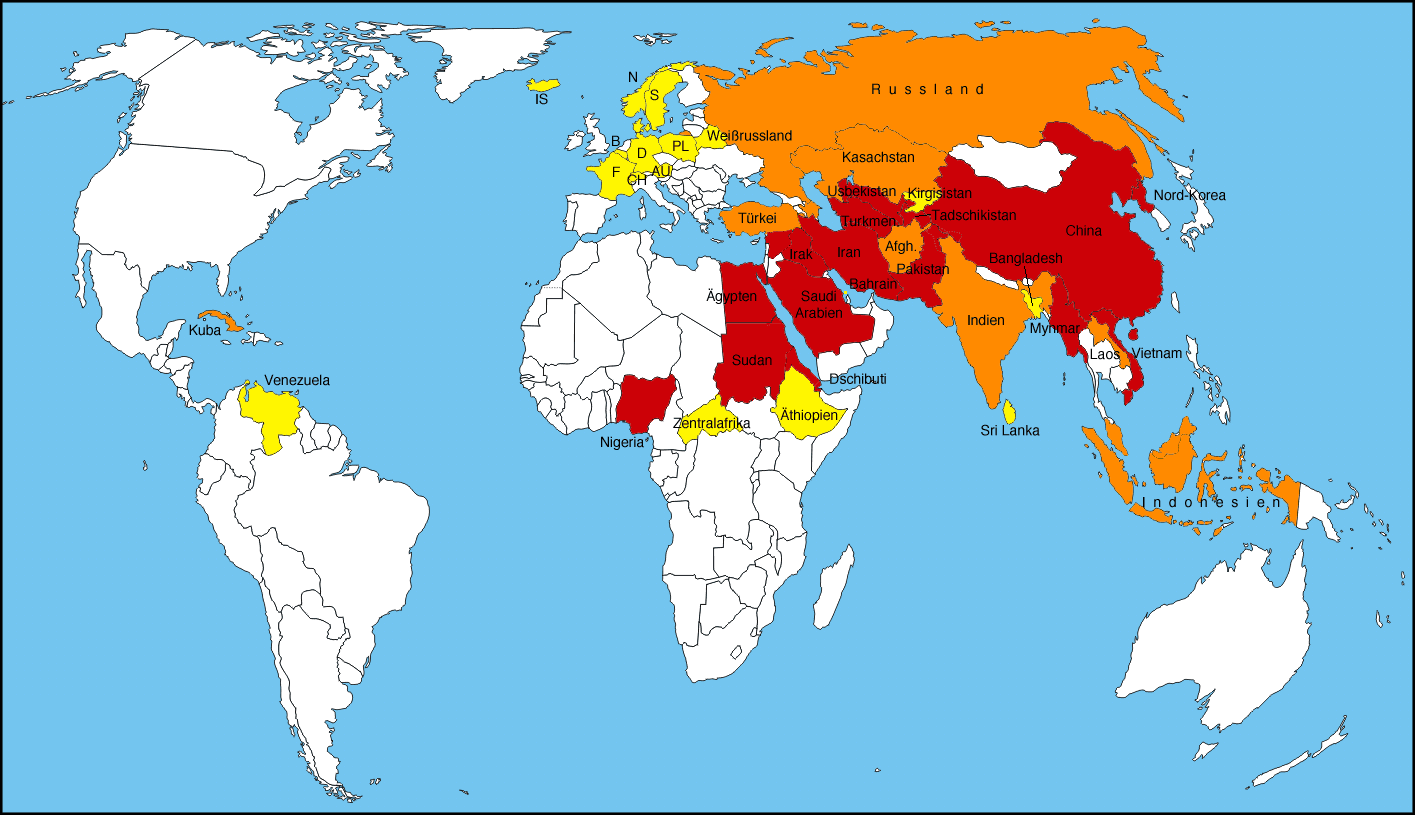
Die United States Commission on International Religious Freedom (USCIRF) veröffentlicht jährlich einen Bericht über Verletzungen der Religionsfreiheit in der Welt. Die folgende Karte illustriert den Bericht von 2013:
Die Regierungen dieser Länder begehen oder dulden besonders schwere Verletzungen der Religionsfreiheit.
Länder, in denen partiell Verletzungen der Religionsfreiheit vorkommen und von den Regierungen nicht verfolgt werden
Länder, in denen einzelne sozial bedenkliche Einschränkungen der Religionsfreiheit beobachtet wurden

### Deutschsprachige Länder
Die Religions- und Weltanschauungsfreiheit ist in Deutschland, in Österreich und in der Schweiz ein verfassungsmäßig garantiertes Grundrecht. In der DDR war die Freiheit der Religion formal in der Verfassung verankert, dennoch unterlagen auch Christen verschiedenen Repressionen.
→ Siehe dazu:
- Religionsfreiheit in Deutschland; Christen und Kirchen in der DDR
- Religionsfreiheit in Österreich
- Religionsfreiheit in der Schweiz

### Islamische Staaten
Viele islamische Staaten sehen die Scharia als Basis ihres Rechtssystems an. Diese kennt keine negative Religionsfreiheit für Muslime. Das islamische Recht verbietet zwar Zwang, um Juden oder Christen zum Islam zu bekehren (vergleiche Kein Zwang in der Religion). Es gibt einem Muslim aber nicht die Freiheit, für sich eine andere Religion als den Islam zu wählen oder Atheist zu werden (siehe hierzu Apostasie im Islam). Wegen dieser und anderer Widersprüche zur Allgemeinen Erklärung der Menschenrechte hat die Organisation der Islamischen Konferenz im Jahr 1990 die Kairoer Erklärung der Menschenrechte im Islam beschlossen. Dem Individuum wird durch diese Erklärung jedoch keine religiöse Wahlfreiheit garantiert. Dagegen geht der Schutz einer islamischen Staatsreligion oft so weit, dass sogar Mission für andere Bekenntnisse verboten und mit Todesstrafe bedroht sein kann.
In einigen Staaten Asiens haben sich Allianzen nicht-muslimischer Minderheiten gebildet, um für tolerantere Religionsgesetze zu wirken, beispielsweise die All Pakistan Minorities Alliance. Darüber hinaus gibt es einzelne moderne islamische Denker wie Abdullah Saeed, die die Kompatibilität des Islams mit dem Gedanken der Religionsfreiheit nachzuweisen versuchen und die klassische Schariaauffassung von der Notwendigkeit der Bestrafung der Apostasie zurückweisen.

### Polen
In Polen ist die Gewissens- und Religionsfreiheit im Art. 53 Abs. 1 verankert. Gemäß der Legaldefinition im Art. 53 Abs. 2 handelt es sich dabei um das Recht zur Annahme und Ausübung einer Religion sowie zum Besitz religiöser Einrichtungen. Gemäß Art. 53 Abs. 6 darf niemand zur Ausübung der Religion gezwungen werden. Eine negative Religionsfreiheit im Sinne des Rechts, keiner Kirche anzugehören, ist jedoch nicht verfassungsrechtlich festgeschrieben. Zwar beinhaltet das „Gesetz über Gewährleistung der Gewissens- und Religionsfreiheit“ das Recht zur Konfessionsfreiheit, die Möglichkeit, aus der römisch-katholischen Kirche auszutreten, wird jedoch regelmäßig durch das Oberste Verwaltungsgericht verneint und dessen Regelung oder Verbot als eine innerkirchliche Angelegenheit betrachtet. Den Klagenden wird der Weg einer Verfassungsklage verwehrt.
Obgleich einerseits die Gleichheit aller Bürger ungeachtet ihrer Religion oder Weltanschauung ein Verfassungsrecht darstellt, sind nichtreligiöse Weltanschauungsgemeinschaften nicht den Kirchen gleichgestellt. Im März 2013 wurde der Registrierungsantrag der „Polnischen Kirche des Fliegenden Spaghettimonsters“ vom Ministerium für Öffentliche Verwaltung und Digitalisierung abgewiesen, mit der Begründung, dass die Kirche nicht zum Zwecke der gemeinschaftlichen religiösen Glaubensbekennung und Missionierung, sondern vielmehr der Religionskritik gegründet sei.

### Russische Föderation
Den Daten des V-Dem Instituts zufolge hat sich die Lage der Religionsfreiheit in der Russischen Föderation seit 1991 kontinuierlich verschlechtert. Verschiedene unabhängige Beobachter stufen die Lage der Religionsfreiheit in dem Land als besorgniserregend ein. Heutzutage werden die Erinnerung an die Unterdrückung orthodoxer Gläubiger während der Sowjetzeit von der regierungstreuen russisch-orthodoxen Kirche genutzt, um ein Verständnis von Religionsfreiheit zu etablieren, das Russland als den ultimativen Verteidiger des Christentums und der christlichen Werte darstellt. Der „Westen“ wird dabei hingegen als Feindbild stilisiert. Dabei bestehen enge Verstrickungen zwischen Kirche und staatlichem Regime. Beim Angriffskrieg Russlands gegen die Ukraine wurde diese den Sinn des Menschenrechts in sein Gegenteil verdrehende Argumentation als Rechtfertigung für den Krieg verwendet.
Die russische Regierung geht mit repressiven Maßnahmen gegen religiöse Akteure vor, die sich nicht konform zur Regierungslinie verhalten. So wird z. B. das Gesetz zur Bekämpfung extremistischer Aktivitäten missbraucht, um auch gegen friedliche, weltweit anerkannte Religionsgemeinschaften vorzugehen. Der UN-Menschenrechtsausschuss wiederholte 2015 seine schon zuvor an Russland gerichtete Empfehlung, „das Gesetz zur Bekämpfung extremistischer Aktivitäten unverzüglich zu überarbeiten und besonders die unklare und offene Definition von ‚extremistischen Aktivitäten‘ klarzustellen, indem sichergestellt wird, dass die Definition die Elemente Gewalt oder Hass als notwendig mit einschließt, und indem eindeutige, klar definierte Kriterien festgelegt werden, um zu beurteilen, ob Material extremistisch ist. Es sollte alle notwendigen Schritte unternehmen, um der missbräuchlichen Anwendung des Gesetzes vorzubeugen, und die offizielle Liste extremistischer Materialien überarbeiten“.
Eine religiöse Minderheit, gegen die die russische Regierung besonders hart vorgeht, sind die Zeugen Jehovas. Die Religionsgemeinschaft ist auf Antrag des russischen Justizministeriums durch den Obersten Gerichtshof der Russischen Föderation als „extremistische Organisation“ eingestuft und verboten worden. Infolgedessen wurde das Vermögen der Religionsgemeinschaft eingezogen und sie war gezwungen, ihre nationale Zentrale in St. Petersburg sowie ihre 395 örtlichen Rechtskörperschaften in Russland aufzulösen. Schon am 10. Juni 2010 hatte der Europäische Gerichtshof für Menschenrechte geurteilt, dass die Auflösung der Rechtskörperschaft von Jehovas Zeugen in Moskau / Russland eine Verletzung von Art 9, 11 der Europäischen Menschenrechtskonvention sei. Trotz dieses Urteils wurden erst am 27. Mai 2015 Jehovas Zeugen in Moskau wieder eingetragen – fünf Jahre nach dem Urteilsspruch.

## Einzelne Aspekte

### Staatsreligion
In gewissen Staaten bildet eine Religion die jeweilige Staatsreligion (auch „offizielle Religion“ genannt) und wird vom Staat bevorzugt. Dies ist in bestimmten Fällen mit der Unterdrückung anderer Religionen oder Weltanschauungen verbunden.

### Trennung von Religion und Staat
auch 
Die religiöse Neutralität des Staates ist in gewissen Ländern als gesetzliche Trennung von Staat und Religion ausgestaltet. Besonders weit geht bei dieser Trennung Frankreich.

### Beispiele für negative Religions- und Weltanschauungsfreiheit
Die Neutralität des Staates im Bereich der negativen Religions- und Weltanschauungsfreiheit, also dem Schutz des Einzelnen vor Missionierung durch den Staat, vor Individuen in staatlichen Institutionen oder vor privaten Organisationen auf staatlichem Grund, findet an der Umsetzung von anderen Grundrechten seine Begrenzung. Grund dafür ist, dass allgemein nützliche Organisationen und ihr weltanschaulich geprägtes Veranstalten von Öffentlichkeit wie etwa bei Festen oder Demonstrationen aus praktischen Gründen auf eine städtische Straße oder den Marktplatz angewiesen sind. Hier geht der Staat auf das Bedürfnis nach Umsetzung der Versammlungsfreiheit ein und nimmt in Kauf, dass Menschen mit anderer Meinung auf dem Marktplatz den religiösen oder nicht-religiösen Ansichten einer Kundgebung ausgesetzt werden können. Eine staatliche Zwangsmissionierung liegt hier nicht vor, weil nicht der Staat Veranstalter der Kundgebung ist und weil sich die anderen Marktplatz-Besucher von der Kundgebung frei zu- oder abwenden können.
Vorträge von Dozenten an staatlichen Hochschulen und Predigten auf den Kanzeln in Staatskirchen sind teilweise wissenschaftlich und teilweise weltanschaulich geprägt. Der Staat verzichtet hier auf die Durchsetzung eines auf strikte weltanschauliche Neutralität ausgerichteten Hausrechts zu Gunsten der Meinungsäußerungsfreiheit, der Wissenschaftsfreiheit, der Gewissensfreiheit, der Glaubensfreiheit, der Religionsfreiheit und des Selbstbestimmungsrechts einer Institution. Der Verkauf von weltanschaulich oder religiös relevanten Zeitschriften und Büchern an Bahnhof-Kiosken wird vom Staat aufgrund der Pressefreiheit toleriert, das Ankleben von Plakaten aufgrund der Wirtschaftsfreiheit. Eine strikte weltanschauliche Neutralisierung der staatlichen Institutionen und Räume würde sowohl den Menschenrechten als auch dem Selbstbestimmungsrecht der operativen Staatsverwaltung zuwiderlaufen.
Der Umfang der negativen Religionsfreiheit wird uneinheitlich gesehen: Während beispielsweise der damalige Bundesinnenminister Otto Schily äußerte, dass dazu „… nach unserem Verständnis … auch die Möglichkeit gehören [muss] zu behaupten, dass der ganze Islam ein Irrtum“ sei, sieht der Publizist Patrick Bahners den „Sonderbegriff der negativen Religionsfreiheit eigentlich [als] erledigt“ an, da das „Abwehrrecht der Freiheit zum Nicht-Bekennen den Versuch des Zwangs“ voraussetze. Demgegenüber weist der Staats- und Kirchenrechtler Martin Heckel darauf hin, dass bereits die Ausübung der positiven Religionsfreiheit zugleich eine Ausübung der „negative[n] Religionsfreiheit gegenüber allen anderen Religionen und Weltanschauungen“ beinhalte.
Zahlreiche Strenggläubige argumentieren, die Schulpflicht beschneide die Religionsfreiheit ihrer Kinder, weil sie an Schulen nicht hinreichend vor „verderblichen Einflüssen“ geschützt würden, die ihren Glauben und die religiöse Erziehung durch ihre Eltern unterminierten. In den USA erhielt 2010 eine Familie aus Deutschland politisches Asyl mit der Begründung, sie seien von deutschen Behörden, die ein homeschooling ablehnen, politisch verfolgt worden.

### Religionsfreiheit von Minderjährigen und Erziehungsrechte der Eltern
Als universelles Menschenrecht gilt die Religionsfreiheit für alle Menschen. Dies schließt auch Minderjährige ein. Die Eltern haben jedoch eine Befugnis, über die religiöse Erziehung des Kindes zu bestimmen. Diese Befugnis wird mit zunehmender Religionsmündigkeit schrittweise begrenzt. In Deutschland können Kinder mit 14 Jahren schließlich ihr Grundrecht auf Religionsfreiheit selbstständig vollumfänglich (unabhängig vom Willen der Eltern) wahrnehmen.

Analog dazu beschreibt Art. 14 der UN-Kinderrechtskonvention die folgenden Rechte:
"(1) Die Vertragsstaaten achten das Recht des Kindes auf Gedanken-, Gewissens- und Religionsfreiheit.
(2) Die Vertragsstaaten achten die Rechte und Pflichten der Eltern und gegebenenfalls des Vormunds, das Kind bei der Ausübung dieses Rechts in einer seiner Entwicklung entsprechenden Weise zu leiten.

(3) Die Freiheit, seine Religion oder Weltanschauung zu bekunden, darf nur den gesetzlich vorgesehenen Einschränkungen unterworfen werden, die zum Schutz der öffentlichen Sicherheit, Ordnung, Gesundheit oder Sittlichkeit oder der Grundrechte und -freiheiten anderer erforderlich sind."

#### Religiöse Erziehung
Manche Religionskritiker sehen in der religiösen Erziehung bzw. der Entscheidung der Eltern über die Religionszugehörigkeit und religiöse Praxis ihrer noch unmündigen Kinder mittels Kindertaufe, Konfirmation, Kindersegnung und ähnlicher Rituale eine Untergrabung der eigentlich angestrebten Religionsfreiheit. Diese sei im Sinne einer Konversionsfreiheit oder Ausstiegsfreiheit nach einem nicht frei gewählten Einstieg nur bedingt gegeben, da der Eid auf die Religion im Grunde schon abgenommen wurde. Aufgrund der vielfältigen Abhängigkeit der Kinder von ihren Eltern, nicht nur in Fragen der Religionszugehörigkeit, hat dies für die Religionsfreiheit meist keine große Bedeutung.

#### Beschneidung
Ein Sonderfall ist die Beschneidung (Zirkumzision) aus religiösen Motiven. Im Judentum heißt sie Brit Mila; meist werden neugeborene Jungen am achten Tag nach der Geburt beschnitten.
Der Koran erwähnt sie nicht ausdrücklich; dennoch ist sie in vielen islamisch geprägten Ländern als Sunna weit verbreitet. Sie wird oft im Kindesalter durchgeführt.
In Deutschland wurde die Beschneidung aus religiösen Motiven seit einem Landgericht-Urteil 2012 breit diskutiert.

### Kopftuchverbot und -gebot, Burka-Verbot

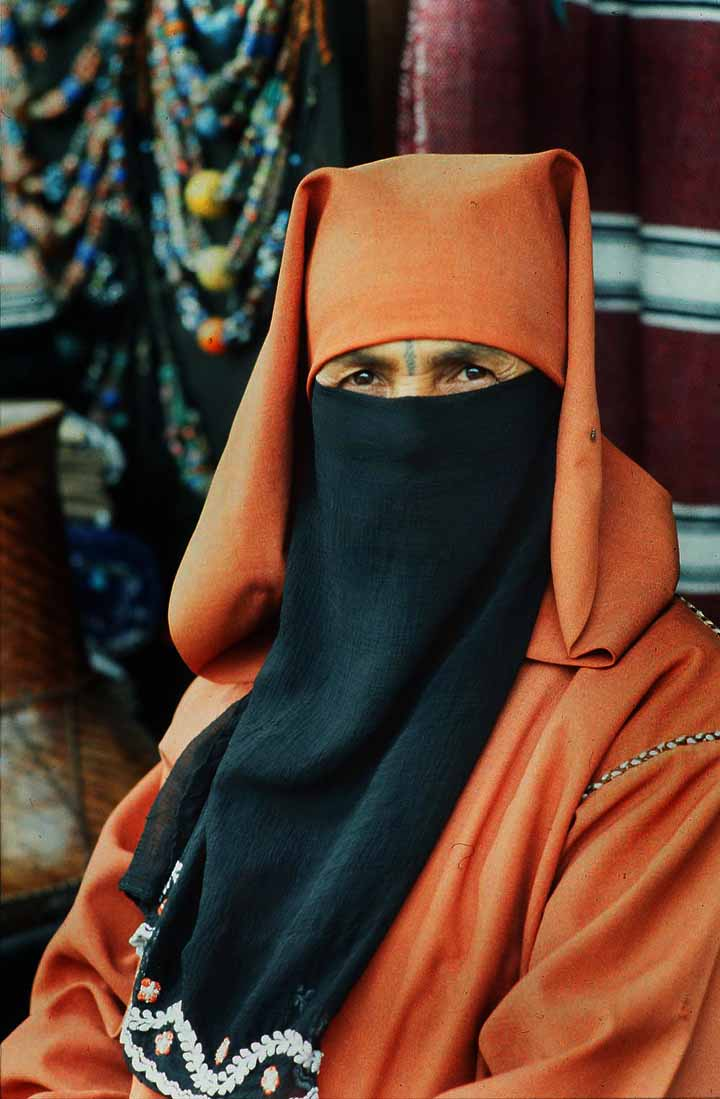
Verschleierte Frau in Marokko

In verschiedenen Staaten sehen Kritiker die Religionsfreiheit durch Vorschriften eingeschränkt, welche das Tragen des Kopftuches in staatlichen Institutionen untersagen beziehungsweise in der Öffentlichkeit gebieten.
- Das Tragen einer Burka ist in einigen europäischen Ländern verboten. In Frankreich ist aufgrund eines 2004 in Kraft getretenen Gesetzes das Tragen sichtbarer religiöser Zeichen wie Kippa, Kopftuch und Habit an Schulen verboten.
- In der Türkei war bis 2010 allen öffentlichen Bediensteten wie Beamten und Lehrerinnen sowie Schülerinnen und Studentinnen untersagt, in Behörden, Schulen und Universitäten ein Kopftuch zu tragen. Der Europäische Gerichtshof für Menschenrechte schützte diesbezüglich einen Entscheid, der einer Studentin mit Kopftuch den Zugang zu einer öffentlichen Hochschule untersagte. Im Februar 2006 wurde das Verbot auf Straßen vor entsprechenden behördlichen Einrichtungen ausgedehnt. Nach erbitterten innenpolitischen Auseinandersetzungen hat die AKP-Regierung 2010 das Verbot in Universitäten und 2013 das Verbot für Staatsbedienstete (außer für Richterinnen) aufgehoben.
- Im Iran und in Saudi-Arabien besteht für alle Frauen die Pflicht, das Kopftuch in der Öffentlichkeit zu tragen.

### Schächtverbot
Das religiös begründete rituelle Schlachten in Form des ohne vorherige Betäubung vollzogenen Schächtens ist in Deutschland, der Schweiz, Schweden, Island, Liechtenstein und bald auch in den Niederlanden ganz oder teilweise aufgrund des Tierschutzgesetzes untersagt. In Deutschland werden jedoch Ausnahmegenehmigungen erteilt.
Näheres zur Rechtslage in den einzelnen Ländern findet sich unter Schächten, Abschnitt Rechtslage.

### Minarettstreit
Unter dem Ausdruck Minarettstreit bekannt geworden ist die Frage, ob die Ausgestaltung einer islamischen Gebetsstätte (Moscheen und ähnliches) mit Minaretten (den Türmen, von denen der Muezzin zum Gebet ruft) eine Frage der öffentlichen Religionsausübungsfreiheit sei, oder eine unzulässige Belästigung Anderer, meist der alteingessenen Religionskulturen.

## Für die Religions- und Weltanschauungsfreiheit engagierte Organisationen

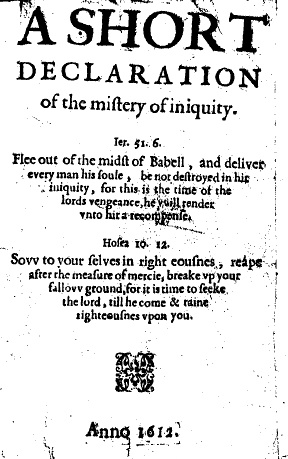
Titelseite der Declaration, ein frühes Dokument der Forderung nach Religionsfreiheit

Verschiedene Organisationen setzen sich in unterschiedlicher Weise für den Schutz der Religionsfreiheit ein, so etwa:
- Bundesregierung: Die deutsche Bundesregierung sieht das Menschenrecht auf Religions- und Weltanschauungsfreiheit als umfassend völkerrechtlich kodifiziert an. Da es weltweit vielfach angegriffen und Einschränkungen unterworfen sei, betrachtet sie es als wichtigen Bestandteil ihrer Menschenrechtspolitik.[53] Seit 2018 hat die Bundesregierung das Amt des Beauftragten der Bundesregierung für Religions- und Weltanschauungsfreiheit eingerichtet.[54]
- Deutsche Kommission Justitia et Pax: Forum der katholischen Einrichtungen und Organisationen, die im Bereich der internationalen Verantwortung der Kirche in Deutschland tätig sind. Die Einrichtung versteht das Engagement für die Religionsfreiheit als einen Basso Continuo seiner menschenrechtlichen Arbeit.[55]

- Human Rights Watch: Eine nichtstaatliche Menschenrechtsorganisation, die sich vor allem auf Recherche und die öffentlichkeitswirksame Berichterstattung von Menschenrechtsverletzungen konzentriert.
- Americans United for the Separation of Church and State: eine US-amerikanische Organisation konfessionsloser sowie konfessionsangehöriger Menschen, die sich gemeinsam für positive wie negative Religionsfreiheit einsetzen.
- Im Internationalen Bund der Konfessionslosen und Atheisten (IBKA) haben sich Nichtreligiöse Menschen zusammengeschlossen, um die allgemeinen Menschenrechte – insbesondere die Weltanschauungsfreiheit – und die konsequente Trennung von Staat und Religion durchzusetzen. Er tritt ein für individuelle Selbstbestimmung, will vernunftgeleitetes Denken fördern und über die gesellschaftliche Rolle von Religion aufklären.
- missio: Ein katholisches Hilfswerk, welches sich weltweit für bedrängte und verfolgte Christen einsetzt. missio publiziert eigene Menschenrechts-Studien.[56]
- Forum 18: Eine christliche norwegische Organisation mit der Zielsetzung, Religionsfreiheit zu etablieren.
- Open Doors: Ein christliches, der Evangelischen Allianz nahestehendes Hilfswerk, das sich für aufgrund ihres Glaubens benachteiligte und verfolgte Christen einsetzt. Jährlich wird ein Weltverfolgungsindex mit den Ländern veröffentlicht, in denen Christen am stärksten verfolgt werden. Kritisiert wird Open Doors, weil es zugleich aktive Mission betreibt.
- Kirche in Not: Ein weltweit tätiges katholisches Hilfswerk, das sich seit über sechzig Jahren für verfolgte und unterdrückte Christen einsetzt. Jährlich gibt es einen Jahresbericht über die Brennpunkte der Hilfe. Alle zwei Jahre wird ein Bericht über die Religionsfreiheit in jedem Land der Erde veröffentlicht.
- Baptist World Alliance:[57] Religions-, Glaubens- und Gewissensfreiheit gehörte seit 1612 zu den Forderungen der baptistischen Bewegung. Thomas Helwys, einer ihrer Mitbegründer, wurde wegen seiner an König Jakob I. adressierten Schrift A Short Declaration of the Mystery of Iniquity (Eine kurze Erklärung des Geheimnisses der Ungerechtigkeit) mit einer Zuchthausstrafe belegt, die er nicht überlebte. Der Baptistische Weltbund tritt bis heute vehement für Religions- und Gewissensfreiheit ein.[58]
- Zentralrat der Ex-Muslime: Der Rat vertritt Menschen, die aus einem islamischen Land stammen oder ehemals Muslime waren.
- Der Arbeitskreis Religionsfreiheit Weltweit in der Deutschen Sektion der Internationalen Gesellschaft für Menschenrechte (IGFM): Nach eigenen Angaben helfe er „Opfern von Gewalt aufgrund von Missbrauch der Religion sowie aufgrund staatlicher Gewalt an Mitgliedern unerwünschter religiöser Bekenntnisse/Kirchen“.[59]
- Säkulare Flüchtlingshilfe Deutschland e. V.
- Zentralrat der Konfessionsfreien (Deutschland)
- Zentralrat der Konfessionsfreien (Österreich)

### Akademische Literatur
- Miner Searle Bates: Glaubensfreiheit. Eine Untersuchung (= Religious Liberty). Church World Service, New York 1947 (übersetzt von Richard Honig).
- Heiner Bielefeldt, Volkmar Deile, Brigitte Hamm, Franz-Josef Hutter, Sabine Kurtenbach und Hanns Tretter (Hrsg.): Religionsfreiheit. Böhlau, Wien 2008, ISBN 978-3-205-78190-5 (= Ludwig-Boltzmann-Institut für Menschenrechte (Hrsg.): Jahrbuch Menschenrechte, 2009).
- Heiner Bielefeldt, Michael Wiener: Religionsfreiheit auf dem Prüfstand. Konturen eines umkämpften Menschenrechts. transcript Verlag, Bielefeld 2020, ISBN 978-3-8376-4997-0.
- Heiner Bielefeldt, Nazila Ghanea, Michael Wiener: Freedom of Religion or Belief: An International Law Commentary. Oxford University Press, 2016, ISBN 978-0-19-870398-3 (englisch).
- Heiner Bielefeldt: Bedrohtes Menschenrecht. Erfahrungen mit der Religionsfreiheit, in: Herder Korrespondenz, Februar 2006, S. 65–70.
- Heiner Bielefeldt: A Recipe for Political Polarization? Tackling Distorted Views on Freedom of Religion or Belief. In: Bernd Hirschberger, Katja Voges (Hrsg.): Religious Freedom and Populism. The Appropriation of a Human Right and How to Counter It. transcript Verlag, Bielefeld 2024, ISBN 978-3-8376-6827-8, S. 121–130.
- Heiner Bielefeldt, Marianne Heimbach-Steins (Hrsg.): Religionen und Religionsfreiheit. Menschenrechtliche Perspektiven im Spannungsfeld von Mission und Konversion. Ergon Verlag, Würzburg 2010, ISBN 978-3-89913-729-3.
- Karl Gabriel, Christian Spieß, Katja Winkler (Hrsg.): Religionsfreiheit und Pluralismus. Entwicklungslinien eines katholischen Lernprozesses, Schöningh, Paderborn u. a. 2010, ISBN 978-3-506-76933-6 (= Katholizismus zwischen Religionsfreiheit und Gewalt, Band 1).
- Bernd Hirschberger, Katja Voges (Hrsg.): Religious Freedom and Populism. The Appropriation of a Human Right and How to Counter It. transcript Verlag, Bielefeld 2024, ISBN 978-3-8376-6827-8.
- Patrick Hoffmann: Die Weltanschauungsfreiheit. Analyse eines Grundrechts. Duncker & Humblot, Berlin 2012, ISBN 978-3-428-13610-0.
- Anne Jenichen, Dr. Otmar Oehring: Einsatz für Religionsfreiheit – gestern, heute, morgen. Interviews mit Expertinnen und Experten aus Politik und Zivilgesellschaft. Konrad-Adenauer-Stiftung e. V., Berlin 2021, ISBN 978-3-95721-864-3.
- Andrea Morigi (Red.): Religionsfreiheit weltweit. Bericht 2008. Kirche in Not, Königstein 2008 (ohne ISBN).
- Holger Scheel: Die Religionsfreiheit im Blickwinkel des Völkerrechts, des islamischen und ägyptischen Rechts. Duncker & Humblot, Berlin 2007, ISBN 978-3-428-12415-2.
- Christine Schirrmacher: „Es ist kein Zwang in der Religion“ (Sure 2:256): Der Abfall vom Islam im Urteil zeitgenössischer islamischer Theologen. Diskurse zu Apostasie, Religionsfreiheit und Menschenrechen. Ergon, Würzburg 2015.
- Klaus Vellguth: Religionsfreiheit: Ein Recht lebt mit und durch seine Konflikte. In: Klaus Krämer, Klaus Vellguth (Hrsg.): Religionsfreiheit. Grundlagen – Reflexionen – Modelle. (ThEW 5), Freiburg 2014, S. 363–380.
- Klaus Vellguth, Freude und Trauer, Hoffnung und Angst. Globale Herausforderungen der Katholischen Kirche, in: Akademische Monatsblätter 128 (2016) 2, 38–47.
- Quirin Weber, Rahmenbedingungen für eine friedliche Koexistenz der Religionen in der Schweiz, in: Zeitschrift für evangelisches Kirchenrecht 60 (2015), 409–419 (Mohr Siebeck).
- Wolfgang Wüst: Paradiesische Zustände? Steuer- und Religionsfreiheit als ein herrschaftliches Lockmittel für Um- und Neusiedler in früher Neuzeit und Moderne – Blissful conditions? Tax and religious freedom as enticement of the monarchs given to immigrants and settlers at the dawn of the early modern period – Rajkie warunki? Wolność podatkowa I religijna jako przynęta władców dla przesiedleńców i osadników w epoce wczesnonowożytnej i u progu nowoczesności. In: Bulletin der Polnischen Historischen Mission / Biuletyn Polskiej Misji Historycznej 13 (2018) Toruń 2018, S. 55–86, ISBN 83-231-1700-1.
- Reinhold Zippelius: Glaubens- und Gewissensfreiheit. In: Recht und Gerechtigkeit in der offenen Gesellschaft. 2. Auflage. Duncker und Humblot, Berlin 1996, ISBN 3-428-08661-9, Kap. 25.

### Berichte zur Lage der Religionsfreiheit weltweit
- Länderberichte zur Lage der Religionsfreiheit des Internationalen Katholischen Missionswerks e. V. (missio Aachen)
- Ökumenischer Bericht zur Religionsfreiheit der Deutschen Bischofskonferenz und der Evangelischen Kirche in Deutschland
- Bericht der Bundesregierung zur weltweiten Lage der Religions- und Weltanschauungsfreiheit (veröffentlicht durch die deutsche Bundesregierung)
- Berichte des UN-Sonderberichterstatters für Religions- und Weltanschauungsfreiheit (englisch)
- Indikator "Freedom of Religion" der V-Dem-Datenbank
- Government Restrictions Index (GRI) und Social Hostilities Index (SHI) zur Lage der Religionsfreiheit des Pew Research Centers (englisch)
- International Religious Freedom Reports des U.S. State Departments (englisch)
- Berichte der United States Commission on International Religious Freedom (USCIRF)
- Indikator D2 ("Are individuals free to practice and express their religious faith or nonbelief in public and private?") im Bericht "Freedom in the World" von Freedom House
- Themenhefte "Solidarität mit verfolgten und bedrängten Christen in unserer Zeit" der Deutschen Bischofskonferenz
- Freedom of Thought Report von Humanists International
- Bericht "Religionsfreiheit weltweit" von Kirche in Not
- Berichte der Intergroup on Freedom of Religion or Belief and Religious Tolerance des Europäischen Parlaments